# Geoffroy II (évêque de Saint-Brieuc)
Pour les articles homonymes, voir Geoffroy II.
Geoffroi II de Saint-Brieuc  est  évêque de Saint-Brieuc de 1291 à 1311/1312 

## Contexte
Geoffroi II prend possession du siège de Saint-Brieuc à une date indéterminée après la mort de Pierre II de Vannes. Il occupe le siège épiscopal en 1295 lorsqu'il est mentionné dans un acte de l'abbaye de Beauport. Il assiste en 1298 à un concile provincial réuni Château-Gontier.
L'année suivante pour une raison inconnue le Bailli de Coutances agissant pour le compte du pape Boniface VIII confisque des biens appartenant à l'évêché de St Brieuc. Le prélat fait appel au Parlement de Paris et le Bailli est condamnée. En 1308 il ratifie les termes d'un contrat entre Geoffroy III de Tournemine, seigneur de la Hunaudaye et l'abbé de Saint-Aubin des Bois.   
On ignore l'époque précise du décès de l'évêque Geoffroi qui doit intervenir vers 1312 car lors d'un appel au Parlement en date de 1312 il est mentionné comme « mort récemment ».

## Sources
- (la) Jean-Barthélemy Hauréau, Gallia Christiana, vol. XIV Provincia Turonensi, Paris, Firmin-Didot, 1856, p. 1091 Ecclesia Briocensis XX. Geoffridus III.
- Charles Guimart Histoire des évêques de Saint Brieuc p. 58-60
- Augustin du Paz Histoire généalogique Catalogue des évêques de Saint-Brieuc